# روهم
روهم (انگلیسی: Rohm) شرکت الکترونیک ژاپنی است، که در سال ۱۹۵۸ تأسیس شد.